# Маље Рашковце
Маље Рашковце (слч. Malé Raškovce) насељено је мјесто са административним статусом сеоске општине (слч. obec) у округу Михаловце, у Кошичком крају, Словачка Република.

## Становништво
| Година:    | 1994. | 2004.   | 2014.   | 2024.    |
| ---------- | ----- | ------- | ------- | -------- |
| Број људи: | 264   | 245     | 248     | 220      |
| Разлика:   |       | -7,19 % | +1,22 % | -11,29 % |

| Година:    | 2023. | 2024.   |
| ---------- | ----- | ------- |
| Број људи: | 222   | 220     |
| Разлика:   |       | -0,90 % |

Према подацима о броју становника из 2011. године насеље је имало 244 становника.